# Villaescusa (Zamora)
Villaescusa est une municipalité espagnole de la communauté autonome de Castille-et-León et de la province de Zamora. En 2015, elle compte 276 habitants.